# SoftEther 1.0
SoftEther 1.0（ソフトイーサ いってんぜろ）は登大遊によって開発され、2003年12月に発表されたVPNソフトウェア。
現在は開発・公開は終了している。現役の後継バージョンについては、PacketiX VPNおよびSoftEther VPNを参照のこと。

## 概要
SoftEther 1.0はLANカード・スイッチングハブを忠実にエミュレートしEthernet Over IPを実現。通常のIPネットワーク上に仮想イーサネットを作ることができる。HTTP Proxy/ SSH / Socks のいずれかを使って通信するため、通常のファイアウォールを通過することが可能である。これらの機能のうち一部を搭載したVPNソフトウェアは以前にも存在したが、SoftEther 1.0が反響を呼んだのは、それまで有償製品が主流であったWindows向けのVPNソフトウエアに無償ソフトウエアとして分け入ったこと、従来のVPNソフトウエアの設定がネットワークに関する知識を必要としていたことに対し、SoftEther 1.0ではごく簡単なインストールだけでVPN機能が使えたこと、PPTPやIPsecなどのレイヤ3を仮想化するVPN技術と比較してレイヤ2（Ethernet）を仮想化することにより柔軟なVPN構築が可能となったことなどが評価されたためである。
SoftEther 1.0は情報処理振興事業協会（IPA）が主催する未踏ソフトウェア創造事業 未踏ユース部門に採択され、支援をうけ開発された。登大遊が個人で運営していたSoftEther.com Webサイト（後にソフトイーサが運営）で配布されていた無料版のほか、法人向けの商用版SoftEther CAが三菱マテリアル株式会社から発売されている。
未踏ソフトウェア創造事業のプロジェクト期間の終了に伴い、SoftEther 1.0の開発は2004年3月に終了した。その後、開発者の登が中心となって起業した筑波大学発ベンチャー企業であるソフトイーサが後継バージョンであるSoftEther VPN 2.0（開発時のソフトウェアの名称）の開発を開始した。
SoftEther VPN 2.0は2005年12月に開発が完了し、PacketiX VPN 2.0としてリリースされた。

### 動作環境
- Windows Server 2003
- Windows XP
- Windows 2000
- Linux版（仮想LANカードはサポート対象外）

### 構成
SoftEther 1.0を構成する主なソフトウェアは以下の通りである。
- サービス
  - SoftEther仮想HUBサービス - インストールされたコンピュータを仮想スイッチングハブとして機能させる。仮想ハブの管理は専用の管理クライアントソフトウェア（後述）またはTelnet接続を用いて行う。
  - SoftEther仮想LANカードサービス - 仮想LANカードの制御・仮想ハブとの通信を行う。

※上記2つは独立してインストール可能。
- デバイスドライバ
  - SoftEther仮想LANカードアダプタ - 通常のLANカード同様、Windowsのデバイスマネージャに登録され、コントロールパネルの「ネットワーク接続」から設定可能。MACアドレスは自動で設定される。
- 管理用ソフトウェア
  - SoftEtherドライバとサービスの設定 - 上記3つの起動／停止／インストール／アンインストール、仮想LANカードに付けられたMACアドレスの設定変更をここから行える。
  - SoftEther仮想HUB管理クライアント - 仮想ハブがインストールされたコンピュータに接続し管理コンソールを開く。
  - SoftEther接続マネージャ - 仮想ハブへの接続／切断を行う。HTTP Proxy／SSH／Socks経由での接続が必要な場合はここで設定する。

### 主な機能
- 仮想LAN上での通信は独自の通信プロトコル（SoftEtherプロトコル）を用いて行われる。オペレーティングシステム（OS）やネットワーク機器はSoftEtherプロトコルを含むTCP/IPパケットを通常のTCP/IPパケットと区別できないため、一般的なファイアーウォール等を通り抜けることが可能である。
- 仮想LANカードをインストールしたコンピュータ上で、Windows XPまたはWindows Server 2003の機能を用いて仮想LANと物理LANをブリッジ接続することができる。
- 仮想LAN内でDHCP・NATの運用が可能である。
- 仮想ハブによるパケットフィルタリング機能、ログ保存機能。
- 仮想ハブコンポーネントと仮想LANコンポーネントの両方を1台のコンピュータにインストールすることにより、クライアントとなるコンピュータが仮想ハブの機能を兼ねることができる。

## 危険性と反響

### 公開に伴うセキュリティリスクの懸念にまつわる話
SoftEther 1.0を使用することにより、社内LANと外部のコンピュータをネットワーク管理者の許可なく接続することが可能となる。また、ネットワークに関する十分な知識を持たない者がSoftEther 1.0を使用すると社内LANに重大な悪影響を及ぼしかねない。このため発表直後から「SoftEther 1.0を使用することがセキュリティホールの原因になるのではないか」等の懸念の声がIPA及び経済産業省に多数寄せられた。IPAはこれを受けて登に公開停止を強く要請、登は2003年12月24日からSoftEther 1.0の公開を一時停止した。その後登とIPAによる協議を経て、同月27日より公開が再開されている。

### 通信遮断ツール
2004年1月、SoftEther 1.0の通信ブロックに機能を絞ったファイアーウォールソフトウェア「One Point Wall SoftEther」がネットエージェント株式会社より発売された。またソフトイーサ社自身もSoftEther 1.0通信の検出・監視用ソフトウェア「SoftEtherAlert」と遮断用ソフトウェア「SoftEther Block」を開発し、同年8月から無料配布している。

### 適切な管理がされていればリスクは少ない
SoftEther 1.0が動作するには仮想ネットワークカードのデバイスドライバが必要であり、いずれの版もインストールするには導入先OSの管理者特権が必要である。したがって、主なクライアントOSとなるWindows XPをクライアントとする場合、
- 社内で用いるPCとアカウントはきちんと会社で管理する
- 一般の社員にはAdministrator権限を与えない
- 私物のPCを会社のネットワークには接続させない

というNT系Windowsの設計思想を考えれば当然とも言える運用を行っていれば、SoftEther 1.0の導入にまつわるセキュリティリスクは極めて低く抑えられる。

## 関連書籍
- 公式SoftEther活用ガイド（登大遊／村上和美／池嶋俊、アスキー、2004年） ISBN 4-7561-4483-7
- 魔法のトンネルSoftEther（ランディス、秀和システム、2004年） ISBN 4-7980-0809-5
- SoftEther+VPN構築ガイド（塩見 豊久／ケイズプロダクション、アスペクト、2004年） ISBN 4-7572-1066-3
- ハッカー御用達!魔法のソフトウェアガイドブックSoftEther入門（IPUSIRON、データハウス、2004年） ISBN 4-88718-759-9
- 失敗しないVPN構築―VPNベストチョイス/SoftEther自由自在（アスキー、2004年） ISBN 4-7561-4569-8